# Afrogyrus rodriguezensis
Afrogyrus rodriguezensis és una espècie mol·lusc gastròpode d'aigua dolça de la família Planorbidae.

## Hàbitat
Viu a l'aigua dolça.

## Distribució geogràfica
És endèmic de l'Illa de Rodrigues (República de Maurici).